# Saint-Martin-du-Bec
Saint-Martin-du-Bec é uma comuna francesa na região administrativa da Normandia, no departamento de Sena Marítimo. Estende-se por uma área de 4,11 km². Em 2010 a comuna tinha 637 habitantes (densidade: 155 hab./km²).